# Bahnhof Folkestone Central

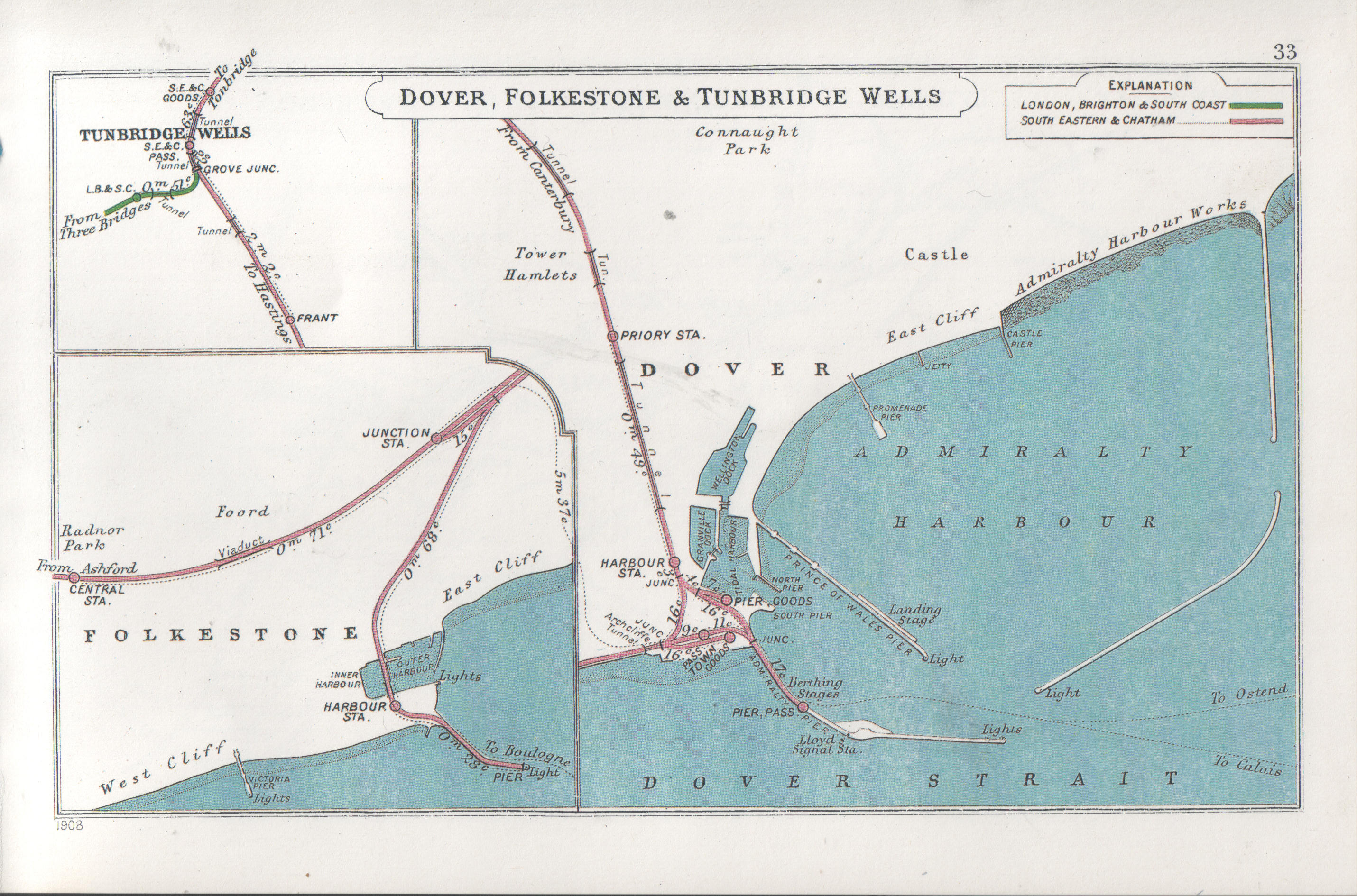
Eine Railway-Clearing-House-Karte von Dover, Folkestone und Tunbridge Wells von 1908

Der Bahnhof Folkestone Central ist einer der drei Bahnhöfe in Folkestone. Er liegt zentraler als der Westbahnhof. Sowohl die Züge als auch der Bahnhof selbst werden von Southeastern betrieben.

## Geschichte
1843 erreichte die South Eastern Main Line Folkestone 1843, am 18. Dezember 1843 wurde der Bahnhof Folkestone Junction (Abzweigung) eröffnet. Der Bahnhof Folkestone West wurde 1864 eröffnet, zwischen diesen Bahnhöfen wurde am 1. September 1884 der Bahnhof Cheriton Arch eröffnet, der im September 1886 in Radnor Park umbenannt wurde, 1890 wurde der Bahnhof ausgebaut, und am 1. Juni 1895 bekam er schließlich seinen heutigen Namen, Folkestone Central.
Erneut umgebaut wurde der Bahnhof 1961 im Zuge der Elektrifizierung, er bekam zwei Mittelbahnsteige, verbunden mit einer Unterführung, Rampen verbanden diese mit dem Fahrkartenschalter und der Bahnhofshalle, die selbst über dem Straßenniveau liegt. 1999 wurde ein Bahnsteig außer Betrieb genommen, die Unterführung ebenfalls; der Bahnsteig wurde nicht abgebaut, obwohl alle Bauten darauf entfernt wurden.

## Verbindungen (Stand Dezember 2016)
Außerhalb der Hauptverkehrszeiten verkehren die Züge in der Regel so:
- ein Zug pro Stunde nach London St Pancras
- ein Zug pro Stunde nach London Charing Cross über Sevenoaks
- zwei Züge pro Stunde nach Dover Priory, einer dieser fährt nach Ramsgate weiter.[3]